# Finnische Nationalmannschaft bei der Internationalen Sechstagefahrt

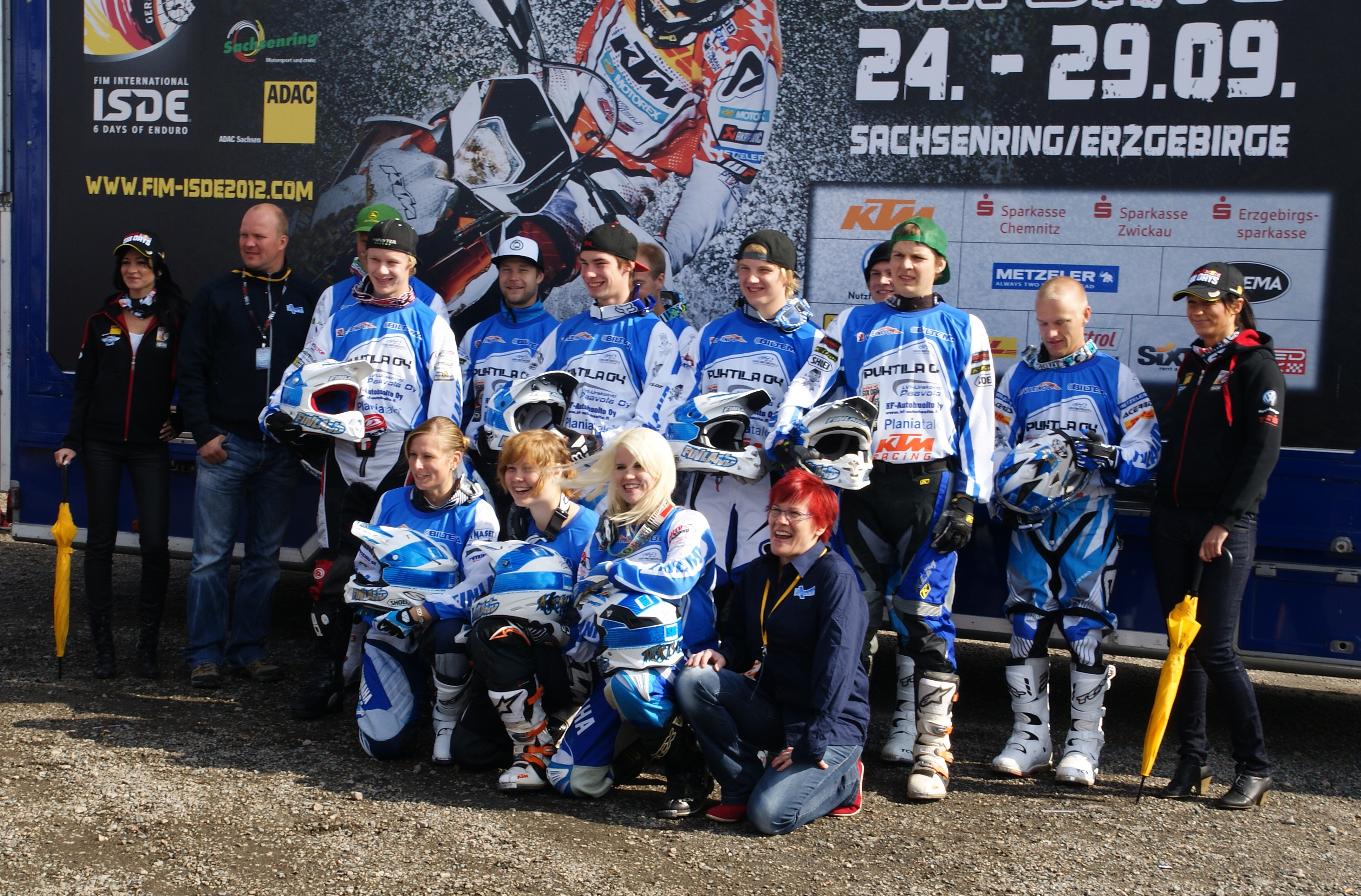
Die finnischen Nationalmannschaften bei der 87. Internationale Sechstagefahrt

Die finnischen Nationalmannschaften bei der Internationalen Sechstagefahrt sind eine Auswahl von Fahrern und Fahrerinnen für die Nationenwertungen dieses Wettbewerbes.
Entsprechend der Regelungen für die Sechstagefahrt wurden Nationalmannschaften für die Wertung um die Trophy (später: World Trophy), Silbervase (ab 1985: Junior World Trophy) und die Women`s World Trophy zugelassen. Der Umfang der Mannschaften und die Regularien für die Teilnahme änderte sich mehrmals im Laufe der Zeit.
Da Finnland keine eigene Motorradproduktion besaß, war bis 1969 keine Teilnahme am Wettbewerb um die World Trophy möglich.
Die bislang erfolgreichste Serie gelang den finnischen Nationalmannschaften zwischen 1996 und 2006: Siebenmal konnte die World Trophy und zweimal die Junior World Trophy gewonnen werden.
Bei bislang vier Teilnahmen erreichten die Frauen 2011 einen zweiten Platz im Wettbewerb um die Women`s World Trophy.
Die Liste erhebt keinen Anspruch auf Vollständigkeit.

## 1954–2006
| Jahr                    | World Trophy | Silbervase |
| ----------------------- | --- | --- |
| 1954                    | keine Teilnahme | 19. (A-Mannschaft) A. Ventoniemi (B.S.A. 350) L. Fager (Royal Enfield 350) O. Helander (Triumph 500)                                             |
| 1954                    | keine Teilnahme | 18. (B-Mannschaft) C. G. Wendelin (Jawa 250) E. Ventoniemi (Jawa 250) T. E. Johansson (Jawa 250)                                                 |
| 1955                    | keine Teilnahme | 10. Olli Riekki (Jawa-ČZ 150) Vidar Grönqvist (Jawa-ČZ 125) Olavi Miettinen (Jawa-ČZ 250)                                                        |
| 1956                    | keine Teilnahme | 8. Olavi Miettinen (Jawa 248) Carl-Gustav Wendelin (Jawa-ČZ 250) Vidar Grönqvist (Jawa-ČZ 248) Rald Strömberg (Jawa-ČZ 171)                      |
| 1957                    | keine Teilnahme | 7. Vidar Grönqvist (Jawa-ČZ 125) Olavi Miettinen (Jawa-ČZ 250) Pertti Kärha (Jawa-ČZ 250) Carl-Gustav Wendelin (Jawa-ČZ 250)                     |
| 1958                    | keine Teilnahme | keine Teilnahme |
| 1959                    | keine Teilnahme | 4. Olavi Hokkanen (Jawa 250) Pertti Kärha (Jawa 250) Olavi Miettinen (Jawa 250) Keijo Laaksonen (ČZ 175)                                         |
| 1960                    | keine Teilnahme | 16. Olavi Miettinen (Jawa 248) Pertti Kärha (Jawa 248) Keja Benjaminsson (Jawa 248) Olavi Hokkanen (Jawa 348)                                    |
| 1961                    | keine Teilnahme | 4. Olavi Hokkanen (Jawa 344) Keja Benjaminsson (Jawa 248) Pertti Kärha (Jawa 248) P. Packalen (Jawa 344)                                         |
| 1962                    | keine Teilnahme | 13. |
| 1963                    | keine Teilnahme | 5. Keja Benjaminsson (Jawa 500) Lars Dufvelin (Jawa 500) Pertti Kärha (Jawa 350) Olavi Hokkanen (Jawa 350)                                       |
| 1964                    | keine Teilnahme | 8. (A-Mannschaft) Olavi Hokkanen (Jawa 350) Pertti Kärha (Jawa 350) Keja Benjaminsson (Jawa 500) Lars Dufvelin (Jawa 500)                        |
| 1964                    | keine Teilnahme | 11. (B-Mannschaft) A. Heinonen (MZ 175) E. Kuosmanen (MZ 250) P. Ovaskainen (MZ 250) M. Lampu (MZ 350)                                           |
| 1965                    | keine Teilnahme | 15. |
| 1966                    | keine Teilnahme | 7. (A-Mannschaft) P. Ovaskainen (MZ 250) P. Sieranen (MZ 250) A. Heinonen (MZ 250) Kai Levänen (MZ 175)                                          |
| 1966                    | keine Teilnahme | 4. (B-Mannschaft) Lars Dufvelin (Jawa 500) Pertti Kärha (Jawa 350) Olavi Hokkanen (Jawa 350) Mauri Penttilä (ČZ 175)                             |
| 1967                    | keine Teilnahme | 12. (A-Mannschaft) Keja Benjaminsson (Husqvarna 250) Birger Töttermann (Husqvarna 500) J. Laaksonen (Husqvarna 500) Mauri Penttilä (Jawa-ČZ 175) |
| 1967                    | keine Teilnahme | 19. (B-Mannschaft) Reijo Myllys (Husqvarna 175) Kai Levänen (MZ 175) S. Kuokanen (Jawa-ČZ 125) R. Niklander (Yamaha 75)                          |
| 1968                    | keine Teilnahme | 21. Birger Töttermann (Husqvarna 360) Jouko Laaksonen (Husqvarna 360) Reijo Myllys (Husqvarna 260) Mauri Penttilä (Yamaha 97)                    |
| 1969                    | keine Teilnahme | 12. (A-Mannschaft) Harry Halkonen (KTM 100) Vilho Salakko (KTM 100) Rolf Christer Eklund (KTM 125) Jouko Laaksonen (KTM 125)                     |
| 1969                    | keine Teilnahme | 22. (B-Mannschaft) Seppo Koukkanen (ČZ 125) Reijo Myllys (Yamaha 250) Mauri Penttilä (Yamaha 250) Kai Levänen (Yamaha 250)                       |
| 1970                    | 10. Jouko Laaksonen (KTM 125) Mauri Penttilä (Zündapp 125) Y. Niinikoski (KTM 125) Vilho Salakka (Yamaha 175) Reijo Myllys (Yamaha 250) Kai Levänen (Yamaha 250)                                  | 8. |
| 1971                    | keine Teilnahme | 17. (A-Mannschaft) Mauri Penttilä (Zündapp 123) R. Eklund (Zündapp 123) Jouko Laaksonen (KTM 123) J. Koskivuori (KTM 123)                        |
| 1971                    | keine Teilnahme | 12. (B-Mannschaft) Reijo Myllys (Yamaha 173) P. Ovaskainen (Yamaha 173) J. Rantanen (Yamaha 173) Vilho Salakka (Yamaha 173)                      |
| 1972                    | 11. Mauri Penttilä (Zündapp 125) R. Eklund (Zündapp 125) Vilho Salakka (Yamaha 175) Harto Helin (Yamaha 175) Reijo Myllys (Yamaha 500) P. Ovaskainen (Yamaha 500)                                 | 20. Re. Eklund (KTM 125) Seppo Suominen (KTM 125) Jouko Laaksonen (KTM 175) J. Koskivuori (KTM 175)                                              |
| 1973                    | keine Teilnahme | 19. Tauno Oerten (KTM 125) Seppo Suominen (KTM 125) Harto Helin (Yamaha 500) Vilho Salakka (Yamaha 500)                                          |
| {\displaystyle \vdots } | keine Teilnahme | keine Teilnahme |
| 1976                    | 14. Veikko Kuosa (Moto Aim 125) Petri Myllys (KTM 125) Mauri Penttilä (Moto Aim 125) Antti Juho Kemppainen (Moto Aim 125) Pertti Tuomi (MZ 250) Juhani Suno Mauni (MZ 350)                        | 5. N. Lilljegren (KTM 125) Olavi Vaino (KTM 125) Seppo Suominen (KTM 175) Henri Tallgren (KTM 175)                                               |
| 1977                    | 12. | 12. |
| 1978                    | 15. Seppo Leino (KTM 125) Jorma Koskivuori (KTM 175) Tauno Örthen (KTM 175) Raimo Klingberg (KTM 250) Petri Myllys (KTM 250) Seppo Suominen (KTM 250)                                             | 12. Antti Juho Kemppainen (Husqvarna 125) Jukka Helminen (Husqvarna 250) Juhani Suno Mauni (Suzuki 250) Henri Tallgren (Suzuki 250)              |
| 1979                    | 15. Juhani Suno Mauni (Suzuki 250) Veikko Kuosa (Can-Am 250) Juha Laaksonen (Husqvarna 125) Henri Tallgren (Suzuki 175) Antti Juho Kemppainen (Husqvarna 125) Tomi Ahola (KTM 125)                | 10. Seppo Suominen (KTM 250) Petri Myllys (KTM 250) Tarmo Öhman (KTM 250) Seppo Leino (KTM 125)                                                  |
| 1980                    | 15 Antti Juho Kemppainen (Husqvarna 125) Veikko Kuosa (Husqvarna 250) Juha Laaksonen (Husqvarna 250) Henri Tallgren (Suzuki 250) Seppo Suominen (KTM 350) Juhani Suno Mauni (Suzuki 500)          | 12. Mika Ahola (KTM 125) Petri Myllys (KTM 250) Tarmo Öhman (KTM 350) Suoni Pesonen (KTM 350)                                                    |
| 1981                    | 7. Antti Juho Kemppainen (KTM 125) Seppo Leino (KTM 125) Mika Ahola (KTM 175) Seppo Suominen (KTM 250) Petri Myllys (KTM 250) Tomi Ahola (KTM 500)                                                | keine Teilnahme |
| 1982                    | 12. Seppo Suominen Jukka Helminen Petri Myllys Juha Laaksonen Antti Juho Kemppainen Veikko Kuosa                                                                                                  | 2. Raimo Heikkilä Haajanen Petri Myllys Juhani Suno Mauni                                                                                        |
| 1983                    | 12. Raimo Heikkilä (Husqvarna 125) Reijo Myllys (KTM 125) Seppo Leino (Husqvarna 250) Juha Laaksonen (Husqvarna 250) Jukka Helminen (Husqvarna 500) Antti Juho Kemppainen (Husqvarna 502 4T)      | 4. Ilkka Heinaaho (Suzuki 80) Raoul Bergman (KTM 250) Kaj Totterman (KTM 250) Petri Myllys (KTM 250)                                             |
| 1984                    | 9. Pekka Viljakainen (Husqvarna 125) Raoul Bergman (KTM 250) Petri Myllys (KTM 250) Jukka Helminen (Husqvarna 500) Juha Laaksonen (Husqvarna 500) Antti Juho Kemppainen (Husqvarna 500 4T)        | 9. Raimo Heikkilä (Husqvarna 250) Kyösti Tuuli (KTM 125) Seppo Leino (KTM 250) Juha Suur-Inkeroinen (Husqvarna 500)                              |
| 1985                    | 14. Juha Nuuttila (Yamaha 125) Ilkka Heinaaho (Husqvarna 250) Juha Laaksonen (Husqvarna 250) Petri Myllys (Husqvarna 400) Raimo Heikkilä (Husqvarna 250) Antti Juho Kemppainen (Husqvarna 500 4T) | ab 1985: Junior World Trophy |
| 1985                    | 14. Juha Nuuttila (Yamaha 125) Ilkka Heinaaho (Husqvarna 250) Juha Laaksonen (Husqvarna 250) Petri Myllys (Husqvarna 400) Raimo Heikkilä (Husqvarna 250) Antti Juho Kemppainen (Husqvarna 500 4T) | 6. Pekka Viljakainen (Husqvarna 125) Simo Penttilä (Husqvarna 125) Juha Pekka Leino (Yamaha 125) Kyösti Tuuli                                    |
| 1986                    | 18. Jukka Jokinen (KTM 125) Jari Harala (Husqvarna 250) Juha Laaksonen (Yamaha 250) Simo Penttilä (Husqvarna 250) Jukka Jarvinen (Husqvarna 400) Antti Juho Kemppainen (Husqvarna 510 4T)         | 7. Juha Pekka Leino (Yamaha 125) Jarmo Honkanen (Yamaha 125) Pekka Viljakainen (Husqvarna 250) Jouni Sauren (Husqvarna 250)                      |
| 1987                    | 18. Jarmo Honkanen (Yamaha 125) Juha Nuuttila (Husqvarna 125) Juha Laaksonen (Yamaha 250) Jukka Jokinen (KTM 250) Petri Myllys (KTM 350) Jukka Helminen (Husqvarna +500 4T)                       | 7. Pekka Viljakainen (Husqvarna 250) Jarko Vainio (KTM 125) Juha Pekka Leino (Yamaha 125) Jukka Jaaskelainen (Husqvarna 250)                     |
| 1988                    | 6. Jouni Sauren (Husqvarna 500) Juha Laaksonen (Yamaha 250) Jukka Jokinen (Husqvarna 250) Antti Juho Kemppainen (Husqvarna 125) Petri Myllys (Husqvarna +500 4T) Jukka Viirret (Husqvarna 250)    | 2. Pekka Viljakainen (Honda 125) Juha Pekka Leino (Yamaha 125) Jukka Jaaskelainen (Husqvarna 250) Jarko Vainio (KTM 125)                         |
| 1989                    | 9. Jukka Aures (KTM 125) Esa Vento (KTM 125) Janne Tammi (TM 125) Hannu Koskinen (KTM 250) Juha Laaksonen (Yamaha 500) Pekka Viljakainen (Husqvarna +500 4T)                                      | 1. Juha Pekka Leino (Yamaha 125) Jarko Vainio (Suzuki 250) Kari Tiainen (Suzuki 500) Jouni Sauren (Husqvarna 500)                                |
| 1990                    | 2. Jukka Aures (KTM 125) Juha Pekka Leino (Yamaha 125) Jarko Vainio (Suzuki 250) Kari Tiainen (Suzuki 250) Pekka Viljakainen (Husqvarna 350 4T) Juha Laaksonen (Yamaha 500)                       | 6. Jari Kakko (Husqvarna 250) Peter Weckman (Honda 250) Jukka Viirret (Yamaha 250) Jouni Sauren (Husqvarna 500)                                  |
| 1991                    | 11. Jukka Aures (KTM 125) Kari Tiainen (Husqvarna 250) Jukka Jääskelainen (Husqvarna 500) Esa Vento (Husqvarna 350 4T) Jukka Viirret (KTM 350 4T) Juha Laaksonen (Yamaha 250)                     | 8. Petteri Silvan (Husqvarna 125) Jari Kakko (Husqvarna 250) Peter Weckman (KTM 250) Niko Pahlberg (Husqvarna 350 4T)                            |
| 1992                    | 14. Esa Vento (Husqvarna 350 4T) Jouni Sauren (KTM +500 4T) Jarko Vainio (Suzuki 250) Jukka Aures (KTM 250) Jukka Jääskelainen (Husqvarna 500) Petteri Silvan (Husqvarna 125)                     | keine Teilnahme |
| 1993                    | 10. Mika Ahola (Husqvarna 125) Jani Laaksonen (Honda 250) Esa Vento (Husqvarna 350 4T) Jouni Sauren (KTM 500) Peter Weckman (Yamaha 500) Kari Tiainen (Husqvarna 1300)                            | 12. Tuomas Ahonen (Husqvarna 125) Sami Kainulainen (KTM 125) Mika Marila (Husqvarna 125) Teemu Kinnari (Husqvarna 250)                           |
| 1994                    | 5. Janne Sumoninen (Husqvarna 350 4T) Mika Ahola (Husqvarna 125) Petteri Silvan (Husqvarna 125) Jani Laaksonen (Honda 175) Jouni Sauren (KTM 175) Kari Tiainen (Husqvarna 1300 4T)                | keine Teilnahme |
| 1995                    | 3. Petteri Silvan (Husqvarna 125) Vesa Kytönen (Husqvarna 175) Mika Ahola (Husqvarna 125) Jani Laaksonen (Husqvarna 175) Pekka Viljakainen (Husqvarna 350 4T) Kari Tiainen (Husqvarna 500 4T)     | 5. Tuomas Ahonen (Husqvarna 125) Juha Salminen (KTM 125) Tero Koskinen (Husqvarna 125) Sami Laaksonen (Husqvarna 175)                            |
| 1996                    | 1. Petteri Silvan (Husqvarna 125) Mika Ahola (TM 125) Pekka Viljakainen (KTM 125) Jani Laaksonen (Honda 175) Vesa Kytönen (Husqvarna 175) Kari Tiainen (Husqvarna 500)                            | 1. Juha Salminen (Husqvarna 125) Juha Laakso (Husqvarna 125) Mika Marila (Husqvarna 125) Tuomas Ahonen (Husqvarna 175)                           |
| 1997                    | 2. Mika Ahola (TM 125) Juha Salminen (Honda 125) Petteri Silvan (GasGas 175) Jani Laaksonen (GasGas 175) Kari Tianen (Husaberg +500 4T) Vesa Kytönen (GasGas 175)                                 | 2. Tuomas Ahonen (Husqvarna 125) Tuukka Saari (Husqvarna 125) Mika Marila (Yamaha 125) Sami Laaksonen (GasGas 175)                               |
| 1998                    | 1. Mika Ahola Juha Salminen Petteri Silvan Jani Laaksonen Kari Tianen Vesa Kytönen | keine Teilnahme |
| 1999                    | 1. Juha Salminen (KTM 125) Petteri Silvan (GasGas 250) Mika Ahola (TM 250) Jani Laaksonen (GasGas 250) Vesa Kytönen (Kawasaki 250) Kari Tiainen (KTM 500 4T)                                      | 12. Mikko Pihljavesi (Yamaha 125) Riku Riihelainen (TM 125) Tuomas Ahonen (Suzuki 250) Juha Laakso (GasGas 250)                                  |
| 2000                    | 18. Juha Salminen (KTM 125) Petteri Silvan (Husqvarna 125) Mika Ahola (TM 250) Jani Laaksonen (GasGas 250) Samuli Aro (Yamaha 400) Kari Tiainen (KTM 500 4T)                                      | 6. Tuukka Saari (Husqvarna 125) Mikko Pihljavesi (Yamaha 125) Riku Riihelainen (TM 250) Juha Laakso (GasGas 250)                                 |
| 2001                    | 16. Petteri Silvan (Husqvarna) Petri Pohjamo (GasGas) Samuli Aro (Husqvarna) Juha Salminen (KTM) Mika Ahola (VOR) Karl Tiainen (KTM)                                                              | 7. Marco Koli (Kawasaki) Jari Mattila (GasGas) Riku Rilhelalnen (TM) Marco Tarkkala (Husaberg)                                                   |
| 2002                    | 1. Petteri Silvan (Husqvarna 125) Petri Pohjamo (GasGas 125) Samuli Aro (Husqvarna 250) Juha Salminen (KTM 400) Jani Laaksonen (GasGas 400) Mika Ahola (VOR 500)                                  | 3. Valtteri Salonen (Husqvarna 125) Jari Mattila (GasGas 250) Erno Aro (Husqvarna 250) Marko Tarkkala (Husaberg 400)                             |
| 2003                    | 1. Juha Salminen (KTM 249) Samuli Aro (KTM 509) Mika Ahola (VOR 530) Jani Laaksonen (GasGas 299) Kari Tiainen (KTM 250) Mika Saarenkoski (Husqvarna 125)                                          | 2. Jari Mattila (GasGas 249) Marko Tarkkala (Husaberg 449) Riku Riihelainen (TM 124) Valtteri Salonen (KTM 124)                                  |
| 2004                    | 1. Peteri Silvan (KTM) Juha Salminen (KTM) Mika Saarenkoski (Husqvarna) Samuli Aro (KTM) Jani Laaksonen (GasGas) Mika Ahola (Husqvarna)                                                           | 1. Valtteri Salonen (Honda) Jari Mattila (Honda) Tomi Peltola (KTM) Marko Tarkkala (Husaberg)                                                    |
| 2005                    | 2. Mika Ahola (Husqvarna) Petteri Silvan (KTM) Samuli Aro (KTM) Petri Pohjamo (TM) Jari Mattila (Beta) Marko Tarkkala (KTM)                                                                       | 3. Eero Reemes (Honda) Patrick Wikman (KTM) Olli Turma (Husqvarna) Valtteri Salonen (Honda)                                                      |
| 2006                    | 1. Mika Ahola (Honda) Samuli Aro (KTM 450) Jari Mattila (Honda) Petri Pohjamo (TM 125) Juha Salminen (KTM 250) Marko Tarkkala (KTM 525)                                                           | 7. Roni Nikander (KTM) Eero Reemes (Honda 250) Valtteri Salonen (Husaberg) Patrick Wikman (KTM)                                                  |

## Seit 2007
| Jahr | World Trophy | Junior World Trophy                                                                                    | Women’s World Trophy                                                            |
| ---- | --- | --- | ------------------------------------------------------------------------------- |
| 2007 | 16. Petri Pohjamo (Honda 250) Marko Tarkkala (KTM 525) Valtteri Salonen (Husaberg 550) Jari Mattila Eero Remes Juha Salminen                    | 3. Olli Turma (KTM 125) Anti Hellsten (Husqvarna 125) Roni Nikander (KTM 250) Patrick Wikman (KTM 250) | keine Teilnahme                                                                 |
| 2008 | 5. Roni Nikander (KTM) Jari Mattila (Honda) Valtteri Salonen (Husaberg) Juha Salminen (KTM) Marko Tarkkala (KTM) Kari Tiainen (BMW)             | 5. Jari Pulkkinen (Honda) Olli Turma (KTM) Anti Hellsten (Husqvarna) Oskari Kantonen (KTM)             | keine Teilnahme                                                                 |
| 2009 | 3. Eero Remes (KTM) Juha Salminen (BMW) Valteri Salonen (Husaberg) Simo Kirssi (BMW) Marko Tarkkala (BMW) Samuli Aro (KTM)                      | 15. Antti Hellsten (KTM) Olli Turma (KTM) Oskari Kantonen (KTM) Roni Nikander (KTM)                    | 5. Marita Nyqvist (KTM) Charlotte Ljunglin (Suzuki) Esmeralda Vesterinen (KTM)  |
| 2010 | 3. Eero Remes (KTM) Jari Mattila (Honda) Juha Salminen (Husqvarna) Marko Tarkkala (Husqvarna) Oskari Kantonen (KTM) Valtteri Salonen (Husaberg) | 5. Antti Helsten (KTM) Roni Nikander (Husqvarna) Lauri Pohjonen (Husqvarna) Lauri Salonen (KTM)        | keine Teilnahme                                                                 |
| 2011 | 1. Juha Salminen (Husqvarna) Eero Remes (KTM) Jari Mattila (KTM) Marko Tarkkala (Husaberg) Valtteri Salonen (TM) Matti Seistola (Husqvarna)     | 12. Antti Hellsten (KTM) Kimmo Hurri (KTM) Lauri Pohjonen (KTM) Roni Nikander (Husqvarna)              | 2. Marita Nyquist (Yamaha) Hanna Mertsalmi (Yamaha) Charlotte Ljunglin (Yamaha) |
| 2012 | 5. Juha Salminen (Husqvarna) Eero Remes (KTM) Jari Mattila (KTM) Marko Tarkkala (Beta) Antti Hellsten (Moto TM) Roni Nikander (KTM)             | 7. Mika Tamminen (Beta) Aleksi Jukola (KTM) Kimmo Hurri (KTM) Lauri Pohjonen (KTM)                     | 5. Marita Nyqvist (Yamaha) Sanna Kärkkäinen (KTM) Hanna Mertsalmi (Yamaha)      |
| 2013 | keine Teilnahme | 11. Mika Tamminen (Husaberg) Kim Teikari (HM-Honda) Paavo Honkanen (Husaberg) Matias Savo (Beta)       | keine Teilnahme                                                                 |
| 2014 | keine Teilnahme | keine Teilnahme                                                                                        | keine Teilnahme                                                                 |
| 2015 | 3. Eero Remes (TM) Antti Helsten (Husqvarna) Mika Barnes (KTM) Eemil Pojola (Husqvarna) Henric Stigell (KTM) Matias Savo (KTM)                  | 6. Antti Hanninen (Husqvarna) Joni Kaivolainen (KTM) Jiri Leino (Beta) Mika Tamminen (Husqvarna)       | 4. Sanna Kärkkäinnen (KTM) Taru Koskinen (TM) Marita Nyqvist (Yamaha)           |
| 2016 | keine Teilnahme | 4. Henric Stigell (TM) Mika Barnes (KTM) Eemil Pohjola (Husqvarna)                                     | keine Teilnahme                                                                 |
| 2017 | 3. Eero Remes (TM) Henric Stigell (Husqvarna) Antti Hellsten (Husqvarna) Matti Seistola (KTM)                                                   | 11. Antti Hanninen (Husqvarna) Lari Jukola (KTM) Eemil Pohjola (Husqvarna)                             | keine Teilnahme                                                                 |
| 2018 | keine Teilnahme | 8. Roni Kytonen (Husqvarna) Eemil Helander (Yamaha) Antti Hanninen (Husqvarna)                         | keine Teilnahme                                                                 |
| 2019 | 5. Eero Remes (Yamaha) Eemil Pohjola (TM) Roni Kytonen (Husqvarna) Aleksi Jukola (KTM)                                                          | 11. Antti Hanninen (Husqvarna) Hugo Svard (Yamaha) Lari Jukola (KTM)                                   | keine Teilnahme                                                                 |
| 2021 | 12. Pyry Juupaluoma (Husqvarna) Eetu Puhakainen (TM) Eemil Pohjola (Honda) Roni Salin (Husqvarna)                                               | 14. Samuli Puhakainen (TM) Hermanni Haljala (TM) Peetu Juupaluoma (Husqvarna)                          | keine Teilnahme                                                                 |
| 2022 | 7. Pyry Juupaluoma (Fantic) Eetu Puhakainen (TM) Antti Hanninen (Husqvarna) Peetu Juupaluoma (Husqvarna)                                        | 2. Samuli Puhakainen (TM) Hermanni Haljala (TM) Roni Kytönen (Honda)                                   | keine Teilnahme                                                                 |
| 2023 | keine Teilnahme | keine Teilnahme                                                                                        | keine Teilnahme                                                                 |
| 2024 | 8. Samuli Puhakainen (Beta 350 4T) Eetu Puhakainen (TM 300 4T) Hermanni Haljala (Beta 250 2T) Albert Juhola (KTM 250 4T)                        | keine Teilnahme                                                                                        | keine Teilnahme                                                                 |